# Звездочётовые
Звездочётовые, или морские коровки (лат. Uranoscopidae) — семейство лучепёрых рыб из отряда Trachiniformes. Ранее включалось в отряд окунеобразных. Содержит 8 (в некоторых системах 9 или 10) родов и около 50 видов, часто трудноразличимых. Название получили за направленные вверх глаза. Придонные хищники, живущие в морях (иногда в эстуариях). Исследованы слабо. Промыслового значения не имеют.

## Общее описание
Длина тела — до 90 см (у Kathetostoma giganteum), обычно меньше. Голова крупная, сверху плоская, сбоку и сверху покрыта плоскими бугорчатыми костями. Глаза расположены на верхней стороне головы и направлены вверх или немного вбок; зрение бинокулярное. Рот большой, направлен вверх. Зубы есть не только на челюстях, но и на сошнике (или предсошнике) и нёбных костях. Губы (иногда только нижняя) покрыты бахромой, отфильтровывающей песок при дыхании. У Astroscopus ноздри открываются в ротовую полость, давая возможность засасывать относительно чистую воду.
Брюшные плавники находятся под головой (на горле), перед грудными; содержат по одному скрытому колючему лучу и 5 мягких лучей. Грудные плавники широкие, с 13–25 лучами. Первый спинной плавник короткий (3—5 колючих лучей), у многих видов отсутствует. Второй спинной плавник длиннее, содержит 13—14 (иногда от 12 до 20) мягких лучей. В анальном плавнике 12—19 мягких лучей. В хвостовом плавнике 10—12 ветвящихся лучей. Перепонки грудных, брюшных и анального плавников мясистые.
Чешуя мелкая, гладкая, циклоидная, почти погружена в кожу, иногда отсутствует. Окраска обычно коричневатая с тёмными или светлыми пятнами. Боковая линия идёт вдоль верхней части боков и прослеживается почти до конца хвостового плавника. Позвонков 24—29.

## Ядовитость
На каждой стороне тела у некоторых звездочётовых есть шип, расположенный за жаберной крышкой выше основания грудного плавника. По некоторым данным, эти шипы связаны с ядовитыми железами и несут двойные бороздки для проведения яда. Есть сообщения о смертельных случаях от уколов звездочётовых в районе Средиземного моря. Однако некоторые авторы выражают сомнения в наличии ядовитого аппарата у этих рыб и отмечают, что он известен только по одному описанию 1889 года для Uranoscopus, причём укол, по крайней мере, японских представителей этого рода безопасен.

## Электрические органы
Представители родов Astroscopus и Uranoscopus — единственные известные представители отряда Trachiniformes, имеющие электрические органы. У этих родов они развились из разных мышц и, следовательно, возникли независимо. Всего среди костистых рыб известно 8 случаев независимого появления таких органов. Среди морских костных рыб они обнаружены, кроме звездочётовых, только у угрехвостого сома Plotosus lineatus.
У Astroscopus электрические органы образованы из глазных мышц, находятся на голове позади глаз и дают напряжение до 50 В (A. y-graecum); положительный полюс находится снизу, отрицательный — сверху. У Uranoscopus эти органы сформированы из мышц плавательного пузыря, напряжение составляет сотые доли вольта, «+» расположен сзади, «–» — спереди. И Astroscopus, и Uranoscopus генерируют электрические импульсы в основном во время кормёжки и при беспокойстве.
Среди электрических рыб звездочёты уникальны тем, что не способны к электрорецепции. Таким, образом, они не могут зондировать разрядами окрестности, а для обездвиживания добычи их разряды (по крайней мере, у Uranoscopus) слишком слабы. Это делает непонятным назначение их электрических органов, что в сочетании с двукратным возникновением этих органов в одном семействе представляет собой большую загадку.
Разряды Uranoscopus scaber похожи на разряды ромбовых скатов Raja clavata, причём звездочёты, зарывшиеся в песок, дают эти разряды каждый раз, когда сверху проплывает скат. Есть предположение, что они, выдавая себя за скатов, сообщают им о занятости места на дне.

## Распространение
Звездочётовые живут в морях, реже в эстуариях. Встречаются и на малых, и на больших глубинах (до 400 м). Распространены в тёплой и умеренной зонах Атлантического, Индийского и Тихого океанов. В Европе один вид — европейский звездочёт (Uranoscopus scaber), нередко встречающийся на мелководье Чёрного и Средиземного моря и близлежащих областей Атлантического океана.

## Образ жизни
Активны ночью; днём обычно лежат на дне, зарывшись в грунт почти целиком (видно только глаза и рот) и подстерегают добычу. Некоторые (Uranoscopus и молодь Genyagnus) приманивают её специальным червеобразным отростком на дне ротовой полости. Питаются рыбой и беспозвоночными.

## Классификация
В семейство включают 53 вида, объединённых в 8 родов:
- Astroscopus — Американские звездочёты-астроскопы
- Genyagnus — Звездочёты-гениагнусы
- Ichthyscopus — Ихтископы
- Kathetostoma — Катетостомы
- Pleuroscopus — Звездочёты-плеуроскопы
- Selenoscopus
- Uranoscopus — Обыкновенные звездочёты
- Xenocephalus